# Barbaro
Barbaro, född 29 april 2003 i Nicholasville, död 29 januari 2007 i Kennett Square, var ett amerikanskt engelskt fullblod. Han var en brun hingst efter Dynaformer och undan La Ville Rouge.

## Tävling
Barbaro vann Kentucky Derby år 2006. År 2006 ställde Barbaro också upp i Preakness Stakes, men efter starten bröt Barbaro sitt ben på mer än 20 olika ställen och Barbaro kunde inte stödja på benet då hans jockey fick stopp på honom. Anledningen till olyckan vet man ännu inte.
Totalt sprang Barbaro in 2 302 200 dollar.
Barbaro förlorade inte ett enda av de löp han löpte, förutom Preakness Stakes då han blev skadad.

## Skadan
Barbaros skada var livshotande, och en operation genomfördes för att försöka laga hästens ben så att det blev möjligt för honom att stödja på det. Operationen lyckades. Barbaro återhämtade sig snabbt.
Men i början av juli 2006 uppstod komplikationer. Barbaro fick problem med båda sina bakben, och han fick dessutom en varböld på sitt tidigare oskadade vänsterben och han fick feber. Han utvecklade också fång i sitt ena ben. Efter en tid utvecklade han fång i två av de andra benen, och han kunde nu knappt stödja alls på något av sina ben. Eftersom ägarna nu ansåg att Barbaro hade lidit nog, avlivades han den 29 januari 2007.
Allmänheten reagerade mycket starkt på olyckan, och Barbaro fick tusentals av krya på dig-kort och andra saker från fans för att hjälpa honom att bli frisk.
Barbaros historia kan också sägas ha gått i repris då en liknande olycka hände med stoet Eight Belles två år senare.
Två löp instiftades för att hylla Barbaros minne, Barbaro Stakes på Pimlico Race Course och Barbaro Stakes på Delaware Park.

## Tävlingskarriär
| Datum            | Löp                 | Bana                   | Plats                     | Distans   | Underlag | Resultat        |
| ---------------- | ------------------- | ---------------------- | ------------------------- | --------- | -------- | --------------- |
| 4 oktober 2005   | Maiden              | Delaware Park          | Wilmington, Delaware      | 1 mi.     | Gräs     | 1               |
| 19 november 2005 | Laurel Futurity     | Laurel Park Racecourse | Laurel, Maryland          | 1⁄16 mi.  | Gräs     | 1               |
| 1 januari 2006   | Tropical Park Derby | Calder Race Course     | Miami Gardens, Florida    | 1⁄8 mi.   | Gräs     | 1               |
| 4 februari 2006  | Holy Bull Stakes    | Gulfstream Park        | Hallandale Beach, Florida | 1⁄8 mi.   | Dirt     | 1               |
| 1 april 2006     | Florida Derby       | Gulfstream Park        | Hallandale Beach, Florida | 1⁄8 mi.   | Dirt     | 1               |
| 6 maj 2006       | Kentucky Derby      | Churchill Downs        | Louisville, Kentucky      | 1⁄4 mi.   | Dirt     | 1               |
| 20 maj 2006      | Preakness Stakes    | Pimlico Race Course    | Baltimore, Maryland       | 13⁄16 mi. | Dirt     | diskad (skadad) |